# 香港乘車易流動網站

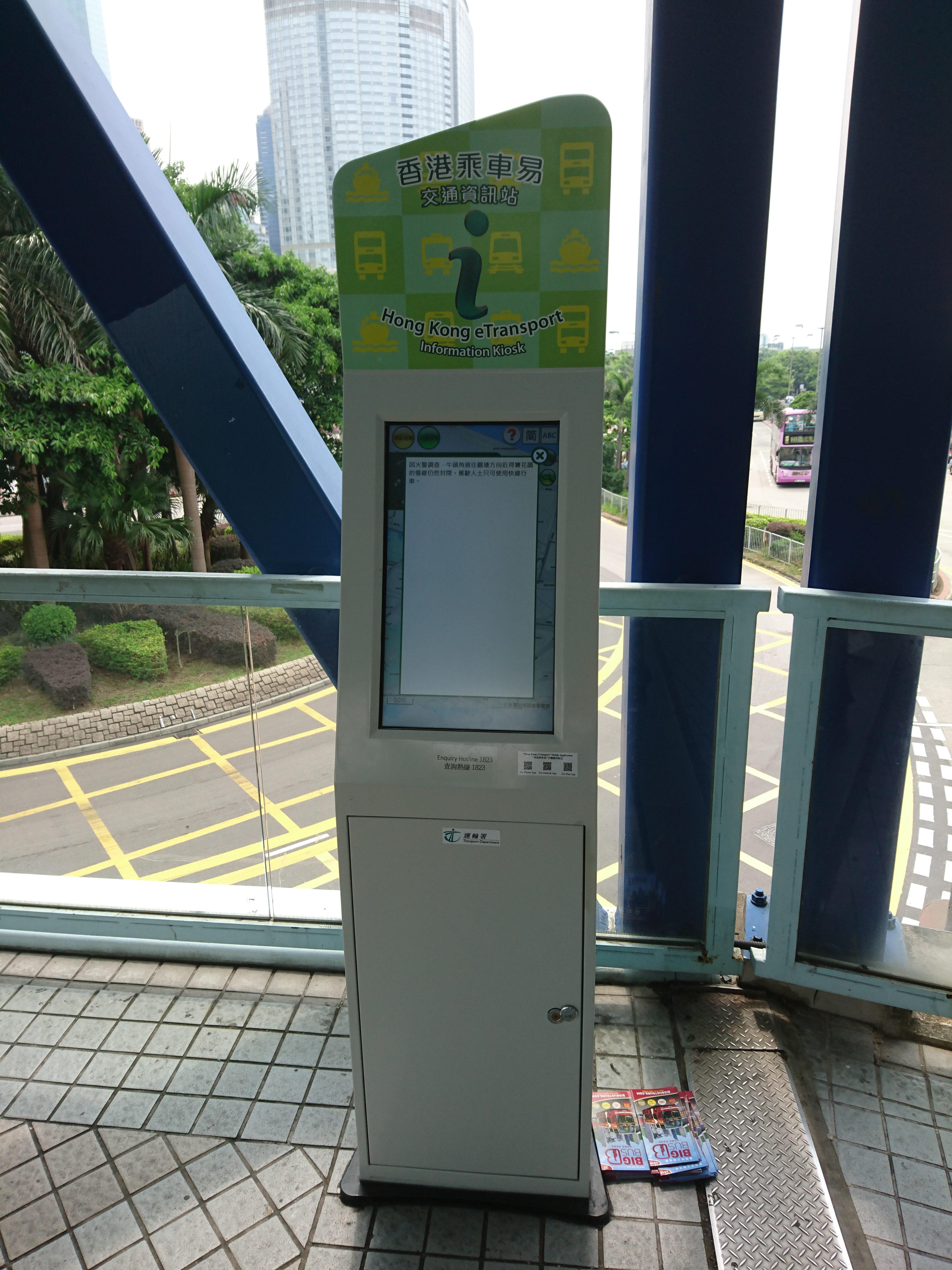
香港乘車易交通資訊站

香港乘車易流動網站(簡寫PTES)，為香港運輸署於2010年推出的網上服務，方便香港市民查詢香港的公共交通資料。只需輸入出發地及目的地，系統便會自動列出路線，使用者可按最快捷或最便宜排序。

## 歷史
2012年，運輸署「香港乘車易」、「香港行車易」及「交通快訊」整合成一個名為「香港出行易」的一站式交通運輸流動應用程式

## 外部連結
- （繁體中文） 香港乘車易流動網站 （页面存档备份，存于）